# Nidderdale

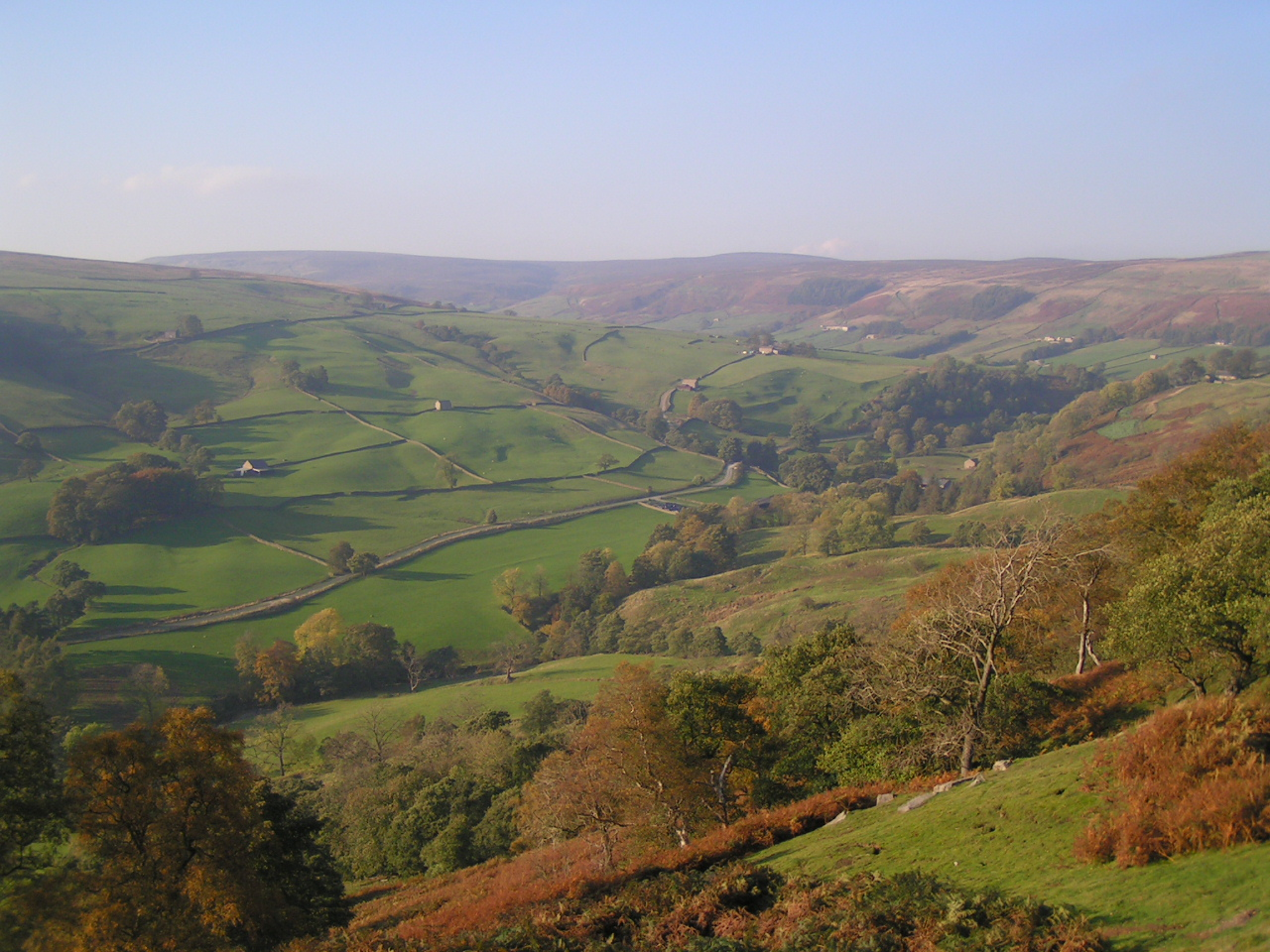
Upper Nidderdale

Nidderdale ist eines der Yorkshire Dales und liegt in der Grafschaft North Yorkshire, England. Das Gebiet wurde am 14. Februar 1994 eine Area of Outstanding Natural Beauty (AONB). Es nimmt vorwiegend den oberen Teil des Flusstales des Nidds ein. Der Nidd durchfließt das Tal zunächst nach Süden und wird dabei zu einigen Stauseen angestaut, die größten sind Angram Reservoir, Scar House Reservoir und Gouthwaite Reservoir, um später nach Osten zu drehen und schließlich bei Nun Monkton in den Ouse zu münden.
Die Nidderdale Area of Outstanding Natural Beauty bedeckt 603 km². Sie grenzt an den Yorkshire Dales National Park, ist jedoch kein Teil davon.
Siedlungen in diesem Gebiet sind Pateley Bridge, Wath, Bewerley, Glasshouses, Ramsgill, Lofthouse, Summerbridge, Hampsthwaite, Birstwith, Darley, Kettlesing, Felliscliffe und Middlesmoor.
Das Nidderdale Museum befindet sich in Pateley Bridge.